# Kōki Mizuno
Kōki Mizuno (jap. 水野晃樹 Mizuno Kōki; ur. 9 września 1985 w mieście Shizuoka, stolicy prefektury Shizuoka) – japoński piłkarz występujący na pozycji pomocnika w Iwate Grulla Morioka]. Wcześniej reprezentował barwy szkockiego Celticu Glasgow. Mierzy 173 cm wzrostu.

## Kariera klubowa
Swoją karierę piłkarską Mizuno rozpoczynał w 2002 r. w Shimizu High School. Dwa lata później podpisał zawodowy kontrakt z klubem JEF United Ichihara. W trakcie czteroletniego pobytu w tej drużynie wystąpił w ponad 80 ligowych spotkaniach, w których zdobył 13 bramek. W czasie gry w tym klubie dwa razy zdobył Puchar Ligi, zaś w 2006 r. został wybrany najlepszym graczem tych rozgrywek.
29 stycznia 2008 r. Mizuno podpisał kontrakt z mistrzem Szkocji Celtikiem Glasgow. W Scottish Premier League zadebiutował 8 listopada w wygranym 2:0 spotkaniu z Motherwell. Pierwszą bramkę zdobył natomiast 21 grudnia w meczu z Falkirk. Niestety zawiódł, nie zrobił kariery ani w Szkocji (gdzie miał być następcą Nakamury) ani nigdzie indziej w Europie i wrócił do Japonii do klubu Kashiwa Reysol.

## Kariera reprezentacyjna
W 2005 r. wystąpił na Mistrzostwach Świata U-20 w Piłce Nożnej 2005. Na tym turnieju jego reprezentacja dotarła do 1/8 finału, a on sam zagrał we wszystkich czterech spotkaniach oraz zdobył jedną bramkę.
W pierwszej reprezentacji zadebiutował 24 marca 2007 r. w meczu z Peru. Mizuno znalazł się w kadrze Japonii na Puchar Azji w roku 2007. Jego reprezentacja zajęła tam 4. miejsce, a on zagrał w dwóch spotkaniach.